# Programski jezik B
Prográmski jêzik B ali kar B je nizkonivojski programski jezik, ki so ga razvili v Bellovih laboratorijih. Danes je že skoraj izumrl in ostaja le še kot zgodovinska zanimivost, ker predstavlja predhodno fazo med jezikoma BCPL in C-jem. Jezik je večinoma delo Kena Thompsona ob pomoči Dennisa Ritchieja. Pojavil se je leta 1969, oziroma nekako ob tem času.
B se je razvil iz jezika BCPL, ime pa je verjetno skrčitev imena BCPL. Ritchie je domneval, da ime lahko izhaja iz besede Bon, zgodnejšega, vendar nepovezanega programskega jezika, ki ga je Thompson razvil za uporabo v operacijskem sistemu Multics.
B je bil ustvarjen za rekurzivne, nenumerične, strojno neodvisne aplikacije, kot je sistemska in jezikovna programska oprema.
Kakor BCPL in Forth je B poznal le en podatkovni tip, strojno besedo (word). Večina operatorjev je obravnavala besedo kot celo število (+, -, *, /), drugi pa kot pomnilniški naslov. Drugače je bil jezik zelo podoben zgodnjim različicam C-ja. Obstajalo je nekaj funkcij iz knjižnic, med njimi tiste, ki so bile zelo podobne funkcijam iz standarne vhodno/izhodne knjižnice v C-ju.

## Zgledi
Naslednji zgled programa je iz Users' Reference to B Kena Thompsona:
```
/* Naslednja funkcija bo iztiskala nenegativno število n v

   bazi b, kjer je 2<=b<=10. Podprogram uporablja dejstvo, da

   imajo števke od 0 do 9 v naboru znakov ASCII zaporedne

   kodne vrednosti. */

printn
(
n
,
 
b
)
 
{

        
extrn
 
putchar
;

        
auto
 
a
;

        
if
 
(
a
 
=
 
n
 
/
 
b
)
        
/* določitev in ne test enakosti */

                
printn
(
a
,
 
b
);
 
/* rekurzivno */

        
putchar
(
n
 
%
 
b
 
+
 
'0'
);

}

```